# Gérard Rancinan
Gérard Rancinan (18. února 1953, Talence, Francie) je současný francouzský portrétní a reportážní fotograf, jehož snímky se objevují v magazínech jako například Sports Illustrated, Time nebo Life.

## Život a dílo
Narodil se 18. února 1953 v Talence na jihozápadě Francie poblíž Bordeaux.
S fotografií začínal v místních novinách v Bordeaux, později přešel do lokálního zpravodaje v městečku Pau v Pyrenejích, kde se ho ujali držitelé ceny Albert Londres prize for journalism Jean-Claude Guillebault a Pierre Veilletet.
Vytváří stylizované portréty vysoce postavených osob z oblasti politiky, kultury či sportu. Částečně navazuje na postmodernistické tendence, prolíná různé styly a záměrně využívá kýč. Jeho snímky jsou výrazně barevné a velmi často aranžované. Postavy před objektivem jsou zasazeny do ateliéru, často i visí v prostoru nebo jsou zachyceny v pohybu.